# Heather Headley
Heather Headley (Barataria, 5 ottobre 1974) è una cantautrice e attrice trinidadiana con cittadinanza statunitense.

## Biografia
Nata a Trinidad e Tobago, si trasferisce nel 1989 negli Stati Uniti e precisamente a Fort Wayne (Indiana).
Nel 1997 interpreta Nala nel musical Il Re Leone a Broadway. Nel 1999 appare nel disco Elton John and Tim Rice's Aida interpretando A Step Too Far. Nel 2000 vince un Tony Award come miglior attrice in un musical per Aida.
Nell'ottobre 2002 pubblica il suo album discografico di debutto intitolato This Is Who I Am. Nel 2003 vince due premi Soul Train Lady of Soul. Riceve una nomination ai Grammy Awards 2004 come miglior artista esordiente. Nel 2004 è nel film Dirty Dancing 2.
Il suo secondo disco In My Mind esce nel gennaio 2006 e raggiunge il quinto posto della Billboard 200. 
Nel periodo 2006-2007 collabora con Burt Bacharach, Andrea Bocelli (canta con in un concerto a Lajatico) e Josh Groban.
Nel gennaio 2010 vince il Grammy Award nella categoria "Miglior album R&B/Gospel contemporaneo" per Audience of One.
Nel dicembre 2010 e nel novembre 2013 collabora di nuovo con Bocelli dal vivo.
Nel 2012 pubblica Only One in the World.
Nel periodo 2012-2013 interpreta un ruolo nel musical The Bodyguard, adattamento del film del 1992.

## Vita privata
Nel 2003 ha sposato Brian Musso, giocatore dei New York Jets. Nel 2009 ha dato alla luce un figlio.

## Discografia
- 2002 - This Is Who I Am
- 2006 - In My Mind
- 2009 - Audience of One
- 2012 - Only One in the World

## Teatrografia
- The Lion King, Broadway (1997-1998)
- Do Re Mi, New York (1998)
- Aida, Broadway (2000)
- Dreamgirls, New York (2001)
- The Bodyguard, Londra (2012)
- Into the Woods, St Louis (2013)
- The Color Purple, Broadway (2016)
- Into the Woods, New York (2022)

## Filmografia

### Cinema
- Dirty Dancing 2, regia di Guy Ferland (2004)
- Breakin' All The Rules, regia di Daniel Taplitz (2004)
- Respect, regia di Liesl Tommy (2021)

### Televisione
- She's Gotta Have It - serie TV, 8 episodi (2017-2019)
- Chicago Med - serie TV, 14 episodi (2018-2021)
- Il colore delle magnolie (Sweet Magnolias) - serie TV, 40 episodi (2020-in corso)

### Doppiaggio
- The Lion Guard - serie animata, un episodio - voce di Fikiri (2019)

## Doppiatrici italiane
Nelle versioni in italiano delle opere in cui ha recitato, Heather Headley è stata doppiata da:
- Stefania Patruno in She's Gotta Have It
- Angela Brusa ne Il colore delle magnolie
- Guendalina Ward in Respect

## Riconoscimenti
- Premio Grammy
  - 2004 – Candidatura per il miglior artista esordiente
  - 2010 – Miglior album R&B/Gospel contemporaneo per Audience of One.
- Tony Award
  - 2000 – Miglior attrice protagonista in un musical per Aida
- Drama Desk Award
  - 2000 – Miglior attrice in un musical per Aida
- Premio Laurence Olivier
  - 2013 – Candidatura per la migliore attrice in un musical per The Bodyguard